# محاصره آمریکایی
محاصره آمریکایی (به انگلیسی: American Siege) یک فیلم اکشن و دلهره‌آور آمریکایی محصول سال ۲۰۲۲ به کارگردانی ادوارد جان دریک با بازی تیموتی وی. مورفی و بروس ویلیس است.

## داستان
یک افسر سابق پلیس نیویورک که اکنون کلانتر روستای کوچکی در جورجیا شده باید با گروهی از دزدان که یک پزشک ثروتمند را به گروگان گرفته‌اند مقابله کند.

## بازیگران اصلی
- بروس ویلیس
- تیموتی وی. مورفی
- راب گاف
- ترورو گرتزکی
- آنا لوئیز مورس[۳]

## تولید
فیلمبرداری در ایالت جورجیا در نوامبر سال ۲۰۲۰ آغاز شد. و در کانادا، در شهر بریتیش کلمبیا تمام شد.

## انتشار
این فیلم در ۷ ژانویه ۲۰۲۲ و بنا به درخواست ورتیکال انترتینمنت در سینماها اکران شد.